# The Cove (gratte-ciel)
The Cove est un gratte-ciel de 158 mètres de hauteur construit à Sydney en Australie de 2001 à 2003.
Il abrite des logements sur 45 étages.
L'architecte est l'agence australienne Harry Seidler and Associates